# 杰拉德·卡尔
杰拉德·保罗·卡尔（Gerald Paul Carr，1932年8月22日—2020年8月26日）曾是一位美国国家航空航天局的宇航员，执行过天空实验室4号任务。